# Desmocaris
Desmocaris is een geslacht van kreeftachtigen uit de klasse van de Malacostraca (hogere kreeftachtigen).

## Soorten
- Desmocaris bisliniata Powell, 1977
- Desmocaris trispinosa (Aurivillius, 1898)